# 8474 Rettig
8474 Rettig è un asteroide della fascia principale. Scoperto nel 1985, presenta un'orbita caratterizzata da un semiasse maggiore pari a 2,2244393 UA e da un'eccentricità di 0,1722215, inclinata di 5,90542° rispetto all'eclittica.